# Dorcadion curtecostatum
Dorcadion curtecostatum là một loài bọ cánh cứng trong họ Cerambycidae.